# Cayetano Ré Ramírez
Cayetano Ré Ramírez (castellà: Cayetano Ré)  (Asunción, 17 de febrer de 1938 - Elx, 26 de novembre de 2013) fou un dels millors jugadors de futbol paraguaians de la dècada de 1960. Cayetano Ré jugava a la posició de davanter centre i va desenvolupar quasi tota la seva trajectòria esportiva a clubs dels Països Catalans. Fou l'any 1959 quan fitxà per l'Elx Club de Futbol. Posteriorment jugà al FC Barcelona i al RCD Espanyol, on va integrar la davantera d'"Els 5 dofins" junt amb Marcial, Amas, Rodilla i José María, i on romangué fins al 1971. Aquest any fitxà pel Terrassa FC, acabant la seva trajectòria al CF Badalona. El seu major èxit individual fou el trofeu de màxim golejador de la lliga espanyola la temporada 1964-65, amb 25 gols. Fou internacional amb Paraguai en 25 partits, disputant el Mundial de Suècia 1958, on marcà el gol decisiu en la victòria enfront França. Un cop retirat fou entrenador, dirigint la selecció paraguaiana a Mèxic 1986.

## Trajectòria esportiva[2]
- Cerro Porteño: 1958-1959
- Elx CF: 1959-1962
- FC Barcelona: 1962-1966
- RCD Espanyol: 1966-1971
- Terrassa FC: 1971-1972
- CF Badalona: 1972-1973

## Palmarès
- 1 Copa de les Ciutats en Fires: (1966 amb el FC Barcelona).
- 1 Copa espanyola de futbol: (1963 amb el FC Barcelona).
- Màxim golejador de la lliga espanyola: (1964-65 amb el FC Barcelona).